# Ormes-et-Ville
 Ormes-et-Ville  là một xã của tỉnh Meurthe-et-Moselle, thuộc vùng Grand Est, đông bắc nước nước Pháp. Xã này nằm ở khu vực có độ cao trung bình 305 mét trên mực nước biển.